# Patrícia Mamona
Patrícia Mbengani Bravo Mamona (Lisbona, 21 novembre 1988) è una triplista portoghese di origine angolana.
Nel proprio palmarès, vanta, tra l'altro, un titolo europeo (2016), una medaglia d'argento ai Giochi olimpici (2021), una medaglia d'argento alle Universiadi e tre titoli nazionali nel salto triplo. È inoltre detentrice del record portoghese di salto triplo sia all'aperto (con 15,01 m) che indoor (con 14,53 m).

## Biografia
Ad inizio carriera, oltre al salto triplo, si dedica occasionalmente anche al salto in lungo, agli ostacoli alti e alle prove multiple. Nel 2011, conquista la medaglia d'argento nel salto triplo alle Universiadi di Shenzhen in Cina.
Il 29 giugno 2012 vince la medaglia d'argento nel salto triplo ai Campionati europei di Helsinki, stabilendo, con la misura di 14,52 m, il nuovo record portoghese. Viene battuta soltanto dall'ucraina Ol'ha Saladucha, che vince il titolo con la misura di 14,99 m.
Nel 2012 stabilisce il nuovo record portoghese nel salto triplo a livello indoor, con la misura di 13,94 m. Al termine di quell'anno, si aggiudica il Premio Stromp nella categoria riservata agli atleti.
Il 1º marzo 2013 stabilisce il nuovo record nazionale di salto triplo a livello indoor con la misura di 13,99 m. Migliora quindi ulteriormente questo record il 23 febbraio dell'anno seguente con la misura di 14,01 m, diventando così la prima atleta portoghese a superare la barriera dei 14 metri a livello indoor.
Nel 2014, ai campionati Europei di Zurigo, rimane fuori dalla zona medaglie nel salto triplo per soli 5 centimetri.
L'11 luglio 2016, ad Amsterdam, vince il titolo europeo nel salto triplo, stabilendo anche il nuovo record nazionale con la misura di 14,58 m.
Il 14 agosto 2016 partecipa alla finale del salto triplo ai Giochi olimpici di Rio de Janeiro, giungendo sesta ma stabilendo il nuovo primato nazionale con la misura di 14,65 m e rimanendo fuori dal podio per soli 9 centimetri.
Nel 2021 conquista la medaglia d'argento nel salto triplo ai Giochi olimpici di Tokyo (stabilendo il nuovo record nazionale con la misura di 15,01 m e diventando quindi la prima portoghese a superare i 15 metri), dietro alla venezuelana Yulimar Rojas, che nella stessa manifestazione stabilisce il record mondiale.

## Palmarès

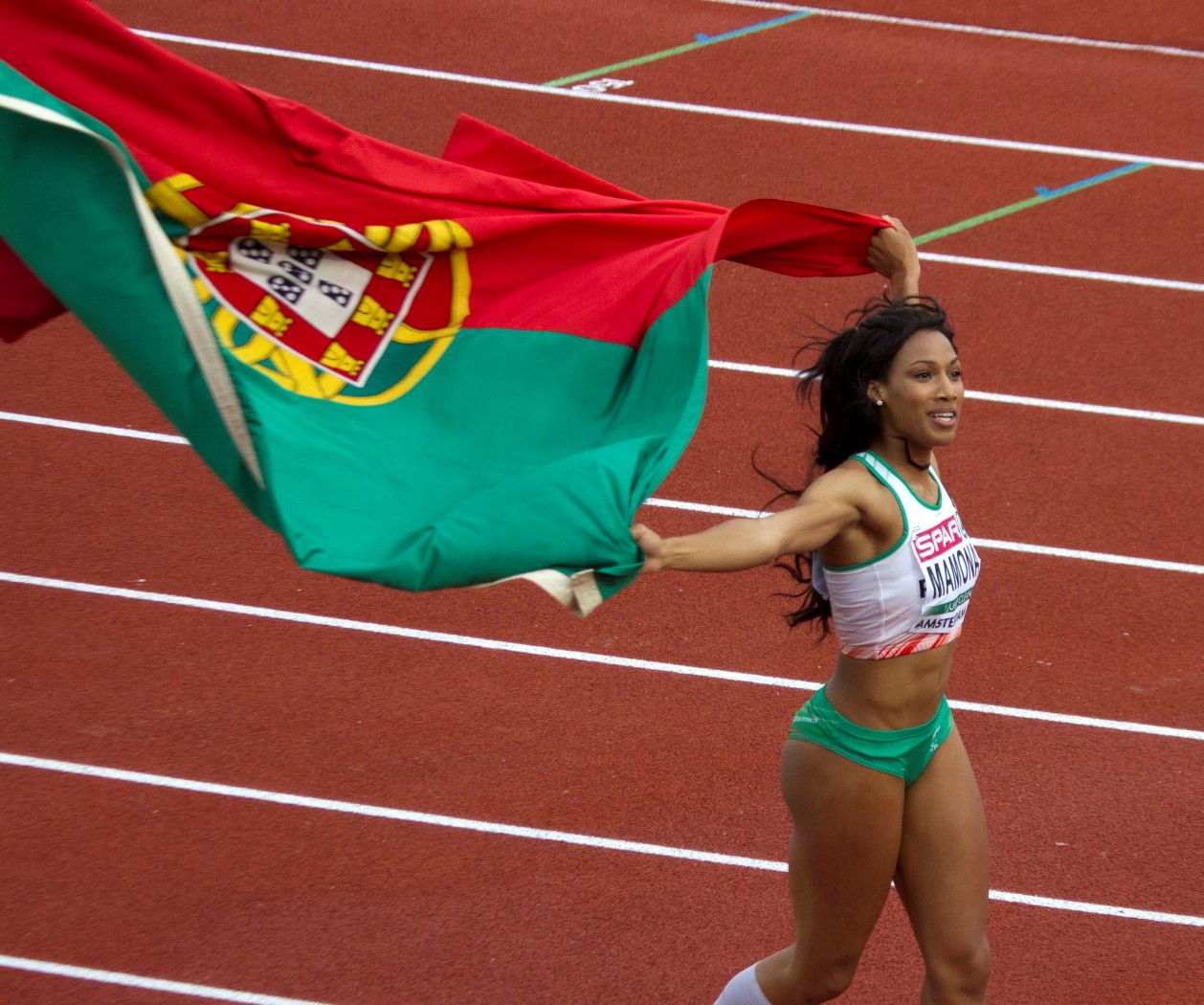
Patrícia Mamona dopo la vittoria agli Europei del 2016

| Anno | Manifestazione          | Sede           | Evento         | Risultato  | Prestazione | Note                                     |
| ---- | ----------------------- | -------------- | -------------- | ---------- | ----------- | ---------------------------------------- |
| 2005 | Mondiali U18            | Marrakech      | 100 m hs       | Semifinale | 13"88       |                                          |
| 2005 | Mondiali U18            | Marrakech      | Salto triplo   | 7ª         | 12,87 m     | Miglior prestazione personale            |
| 2006 | Mondiali U20            | Pechino        | Salto triplo   | 4ª         | 13,37 m     | Miglior prestazione nazionale under 20   |
| 2006 | Giochi della Lusofonia  | Macao          | Salto in lungo | Bronzo     | 5,65 m      |                                          |
| 2006 | Giochi della Lusofonia  | Macao          | Salto triplo   | Bronzo     | 12,15 m     |                                          |
| 2007 | Europei U20             | Pechino        | Salto triplo   | 15ª (q)    | 12,76 m     |                                          |
| 2009 | Giochi della Lusofonia  | Lisbona        | 100 m hs       | 4ª         | 13"90       |                                          |
| 2009 | Giochi della Lusofonia  | Lisbona        | Salto triplo   | Oro        | 13,79 m     |                                          |
| 2009 | Europei U23             | Kaunas         | Salto triplo   | 5ª         | 13,71 m     |                                          |
| 2010 | Europei                 | Barcellona     | Salto triplo   | 8ª         | 14,07 m     |                                          |
| 2011 | Universiadi             | Shenzhen       | Salto triplo   | Argento    | 14,23 m     |                                          |
| 2011 | Mondiali                | Taegu          | Salto triplo   | 27ª (q)    | 13,59 m     |                                          |
| 2012 | Europei                 | Helsinki       | Salto triplo   | Argento    | 14,52 m     | Record nazionale                         |
| 2012 | Giochi olimpici         | Londra         | Salto triplo   | 13ª (q)    | 14,11 m     |                                          |
| 2013 | Europei indoor          | Göteborg       | Salto triplo   | 8ª         | 13,72 m     |                                          |
| 2014 | Mondiali indoor         | Sopot          | Salto triplo   | 4ª         | 14,26 m     |                                          |
| 2014 | Europei                 | Zurigo         | Salto triplo   | 13ª (q)    | 13,62 m     |                                          |
| 2015 | Europei indoor          | Praga          | Salto triplo   | 5ª         | 14,32 m     | Miglior prestazione personale stagionale |
| 2015 | Mondiali                | Pechino        | Salto triplo   | 16ª (q)    | 13,74 m     |                                          |
| 2016 | Europei                 | Amsterdam      | Salto triplo   | Oro        | 14,58 m     | Record nazionale                         |
| 2016 | Giochi olimpici         | Rio de Janeiro | Salto triplo   | 6ª         | 14,65 m     | Record nazionale                         |
| 2017 | Europei indoor          | Belgrado       | Salto triplo   | Argento    | 14,32 m     | Miglior prestazione personale stagionale |
| 2017 | Mondiali                | Londra         | Salto triplo   | 9ª         | 14,12 m     |                                          |
| 2018 | Giochi del Mediterraneo | Tarragona      | Salto triplo   | 6ª         | 13,79 m     | Miglior prestazione personale stagionale |
| 2018 | Europei                 | Berlino        | Salto triplo   | 16ª (q)    | 13,92 m     |                                          |
| 2019 | Europei indoor          | Glasgow        | Salto triplo   | 4ª         | 14,43 m     |                                          |
| 2019 | Mondiali                | Doha           | Salto triplo   | 8ª         | 14,40 m     |                                          |
| 2021 | Europei indoor          | Toruń          | Salto triplo   | Oro        | 14,53 m     | Record nazionale                         |
| 2021 | Giochi olimpici         | Tokyo          | Salto triplo   | Argento    | 15,01 m     | Record nazionale                         |
| 2022 | Mondiali indoor         | Belgrado       | Salto triplo   | 6ª         | 14,42 m     | Miglior prestazione personale stagionale |
| 2022 | Mondiali                | Eugene         | Salto triplo   | 8ª         | 14,29 m     | w                                        |
| 2022 | Europei                 | Monaco         | Salto triplo   | 5ª         | 14,41 m     |                                          |
| 2023 | Europei indoor          | Istanbul       | Salto triplo   | Bronzo     | 14,16 m     |                                          |

## Onorificenze
- Commendatore (ComM) nell'Ordine al Merito